# Simon Hirsch
Simon Hirsch (* 3. April 1992 in Ulm) ist ein deutscher Volleyballspieler.

## Karriere
Hirsch begann 2003 seine Volleyball-Karriere. Zunächst spielte er beim VC Dresden. Anschließend wurde er beim Nachwuchs des VC Olympia Berlin ausgebildet. Mit der deutschen Junioren-Nationalmannschaft wurde er 2011 Sechster der Europameisterschaft und belegte den zehnten Rang bei der Weltmeisterschaft in Brasilien. Im gleichen Jahr wechselte der auf der Außenposition und im Diagonalangriff einsetzbare Spieler zum Erstligisten Generali Haching, mit dem er 2012 deutscher Vizemeister und 2013 DVV-Pokalsieger wurde. 2013 hatte er auch seine ersten Einsätze in der A-Nationalmannschaft. 2014 wechselte Hirsch zum italienischen Zweitligisten Argos Volley Sora und 2015 in die 1. italienische Liga zu Top Volley Latina.